# Pierwszy rząd Charlesa Haugheya
Pierwszy rząd Charlesa Haugheya – rząd Irlandii funkcjonujący od 11 grudnia 1979 do 30 czerwca 1981. Był to gabinet tworzony przez polityków Fianna Fáil (FF).
W wyniku wyborów z czerwca 1977 FF powróciła do władzy, jej lider Jack Lynch utworzył swój trzeci rząd. Po jego rezygnacji w trakcie 21. kadencji Dáil Éireann 11 grudnia 1979 na czele gabinetu stanął nowy lider partii Charles Haughey. Następnego dnia dokonano powołania ministrów nowego rządu. Po wyborach z czerwca 1981 rząd został zastąpiony przez gabinet Garreta FitzGeralda.

## Skład rządu
- Taoiseach: Charles Haughey[1]
- Tánaiste: George Colley
- Minister transportu[3]: George Colley (do stycznia 1980), Albert Reynolds (od stycznia 1980)
- Minister energii[4]: Michael O’Kennedy (do stycznia 1980), George Colley (od stycznia 1980),
- Minister poczt i telegrafów: Albert Reynolds
- Minister spraw zagranicznych: Brian Lenihan
- Minister obrony: Pádraig Faulkner (do października 1980), Sylvester Barrett (od października 1980)
- Minister przemysłu, handlu i turystyki[5]: Desmond O’Malley
- Minister sprawiedliwości: Gerry Collins
- Minister finansów: Michael O’Kennedy (do grudnia 1980), Gene Fitzgerald (od grudnia 1980)
- Minister służb publicznych: Michael O’Kennedy (do marca 1980), Gene Fitzgerald (od marca 1980)
- Minister pracy: Gene Fitzgerald (do grudnia 1980), Tom Nolan (od grudnia 1980)
- Minister edukacji: John P. Wilson
- Minister środowiska: Sylvester Barrett (do października 1980), Ray Burke (od października 1980)
- Minister rolnictwa: Ray MacSharry
- Minister spraw Gaeltachtu: Máire Geoghegan-Quinn
- Minister zdrowia oraz minister spraw społecznych: Michael Woods
- Minister rybołówstwa i leśnictwa: Paddy Power